# Woodham Ferrers and Bicknacre
Woodham Ferrers and Bicknacre est une paroisse civile de l'Essex, en Angleterre. Elle inclut les villages de Bicknacre et de Woodham Ferrers.